# Elecciones en Georgia
Elecciones en Georgia ofrece información sobre las elecciones y los resultados de las elecciones en Georgia. Una elección es un proceso en el que se realiza una votación para elegir a los candidatos a un cargo. Es el mecanismo por el cual una democracia ocupa cargos electivos en la legislatura, y a veces en los poderes ejecutivo y judicial, y en el cual los electorados eligen a los funcionarios del gobierno local.
Georgia elige a nivel nacional un jefe de Estado -el presidente- y una legislatura. El presidente es elegido por el pueblo para un mandato de cinco años. El Parlamento de Georgia tiene 150 miembros, elegidos para un mandato de cuatro años, 77 escaños por representación proporcional y 73 en circunscripciones uninominales.
Georgia tiene sistema multipartidista, con dos partidos principales: Sueño Georgiano, la coalición de centroizquierda miembro del Partido de los Socialistas Europeos; y el Movimiento Nacional Unido, de Centroderecha.

## Últimas Elecciones

### Elección Parlamentaria de 2012
En las elecciones parlamentarias de 2012, el Movimiento Nacional Unido, que había llegado al poder tras la Revolución de las Rosas, fue derrotado por Sueño Georgiano, una coalición de centroizquierda liderada por el millonario Bidzina Ivanishvili. Esto coincidió con la entrada en vigor de un nuevo sistema parlamentario, que reforzó los poderes del jefe del gobierno.
| Partidos | Partidos             | Partidos  | Partidos | Partidos |  |
| Partidos | Partidos             | Votos     | %        | Escaños  |  |
| Sueño Georgiano | 1,184,612            | 54.97     | 44       | 41       |  |
| Movimiento Nacional Unido | 873,233              | 40.34     | 33       | 32       |  |
| Unión Cristiano Democrática | 44,293               | 2.05      | 0        | 0        |  |
| Partido Laborista Georgiano | 26,759               | 1.24      | 0        | 0        |  |
| New Rights | 9,379                | 0.43      | 0        | 0        |  |
| Georgia Libre | 5,892                | 0.43      | 0        | 0        |  |
| Por una Georgia Justa |                      | 4,091     | 0.19     | 0        |  |
| Partido Nacional democrático | 3,050                | 0.14      | 0        | 0        |  |
| Georgian Troupe | 2,344                | 0.11      | 0        | 0        |  |
| Sportsmen Connection | 1,575                | 0.07      | 0        | 0        |  |
| Tavisupleba | 1,023                | 0.05      | 0        | 0        |  |
| SociedadMerab Kostava | 1,011                | 0.05      | 0        | 0        |  |
| Georgia Futura | 701                  | 0.03      | 0        | 0        |  |
| Concilio Laborista | 582                  | 0.03      | 0        | 0        |  |
| Movimiento del Pueblo | 554                  | 0.03      | 0        | 0        |  |
| Partido Popular | 534                  | 0.02      | 0        | 0        |  |
| Blancos/Nulos | Blancos/Nulos        | –         | –        | –        |  |
| Total | Total                | 2,159,633 | 100      | 77       |  |
| Registrados Votantes | Registrados Votantes | 3,613,851 | 59.76    | –        |  |
| Fuente: Comisión Electoral Central de Georgia Archivado el 6 de octubre de 2013 en Wayback Machine.Resultados; Civil.ge Resultados de encuestas repetidas Nota; * El Partido Republicano tenía 2 asientos antes de las elecciones. |                      |           |          |          |  |

### Elecciones Presidenciales de 2008
En las presidenciales de este año, Mijeíl Saakashvili obtuvo un 53,47% de los votos, lo que le evitó ir a la segunda vuelta. Aunque la oposición le acusó de fraude electoral, los observadores internacionales, entre ellos Alcee L. Hastings, líder de la misión de la Organización para la Seguridad y la Cooperación en Europa, calificaron las elecciones de justas.
| Candidatos                                              | Votos     | %     |
| ------------------------------------------------------- | --------- | ----- |
| Mikheil Saakashvili                                     | 1,060,042 | 53.47 |
| Levan Gachechiladze                                     | 509,234   | 25.69 |
| Badri Patarkatsishvili                                  | 140,826   | 7.10  |
| Shalva Natelashvili                                     | 128,589   | 6.49  |
| Davit Gamkrelidze                                       | 79,747    | 4.02  |
| Gia Maisashvili                                         | 15,249    | 0.77  |
| Irina Sarishvili-Chanturia                              | 3,242     | 0.16  |
| Repealed ballots                                        | 33,129    | 1.67  |
| Invalid ballots                                         | 12,260    | 0.61  |
| Total 56.19% asistencia; 3,527,964 votantes potenciales | 1,982,318 | 100.0 |

## Resultados pasados

### Elección Parlamentaria de 2008
Las elecciones de 2008, que fueron las primeras tras las protestas ciudadanas de 2007, fueron ganadas por el Movimiento Nacional Unido, obteniendo así a reelección, pues ya eran el partido en el poder.
| Partidos y alianzas | Votos     | %      | Asientos |
| --- | --------- | ------ | -------- |
| Movimiento Nacional Unido - Por una Georgia Victoriosa                                                                                                | 1,050,237 | 59.18  | 119      |
| Bloque Electoral La Oposición Unida (Concilio Nacional, New Rights)                                                                                   | 314,668   | 17.73  | 17       |
| Giorgi Targamadze – Christiano demócratas | 153,634   | 8.66   | 6        |
| Shalva Natelashvili – Partido Laborista Georgiano | 132,092   | 7.44   | 6        |
| Partido Republicano | 67,037    | 3.78   | 2        |
| Bloque Electoral Alianza de Derechas, Topadze-Industrials (MGS, Unity, EDP)                                                                           | 16,440    | 0.93   | 0        |
| Alianza Cristiano Demócrata (QDA) | 15,839    | 0.89   | 0        |
| Unión de Ciudadanos | 8,231     | 0.46   | 0        |
| Tradicionalistas – Nuestra Georgia y Partido de la Mujer                                                                                              | 7,880     | 0.44   | 0        |
| Unión Política de Deportistas Georgianos | 3,308     | 0.19   | 0        |
| Partido de Radical-Demócratas de Toda Georgia | 3,180     | 0.18   | 0        |
| Nuestro País | 2,101     | 0.12   | 0        |
| Total (asistencia 53.9%) | 1,773,809 | 100.00 | 150      |
| Fuentes: Central Election Commission (enlace roto disponible en Internet Archive; véase el historial, la primera versión y la última)., Civil Georgia |           |        |          |

### Elección Presidencial de 2004
Las elecciones, que se llevaron a cabo en enero de 2004, acabaron con Mijeíl Saakashvili electo presidente.
| Candidatos                                                                               | Votos     | %     |
| ---------------------------------------------------------------------------------------- | --------- | ----- |
| Mikheil Saakashvili - Movimiento Nacional Unido (Nats'ionaluri Modzraoba – Demokrathebi) | 1,692,728 | 96.0  |
| Teimuraz Shashiashvili                                                                   | 33,868    | 1.9   |
| Roin Liparteliani                                                                        | 4,248     | 0.2   |
| Zaza Sikharulidze                                                                        | 4,098     | 0.2   |
| Kartlos Garibashvili                                                                     | 3,582     | 0.2   |
| Zurab Kelekhsashvili                                                                     | 1,631     | 0.1   |
| Against all                                                                              | 22,817    | 1.3   |
| Total 82.8 % asistencia, 1,762,972 votantes registrados                                  | 1,762,972 | 100.0 |